# Cesta česko-německého porozumění
Cesta česko-německého porozumění je krátký úsek cesty, který unikátním způsobem symbolizuje společné vzájemné porozumění ve „složité“ historii Čechů a Němců.
Myšlenka cesty vznikla v roce 1998 v diskusích v souvislosti s připravovaným vstupem České republiky do Evropské unie. Byla založena v roce 1999 a má podobu chodníku ze žulových kamenů (dlaždic) s vyrytými nápisy různých sdružení, obcí, organizací, podnikatelů, jednotlivců, domácích či zahraničních skupin aj., kteří se k Cestě česko-německého porozumění přidali. Cesta symbolicky začíná u kříže (symbol smíření). V [červenci roku 2003 byla položena již stá dlaždice a každoročně v červenci se přidávají další dlaždice a u této příležitosti je také sloužena Evropská polní mše k uctění památky padlých na všech bojištích Evropy v minulých stoletích. Na cestě se nacházejí dlaždice z Česka, Polska, Rakouska, Německa, USA, Francie, Portugalska a Nového Zélandu.
Cesta česko-německého porozumění se nachází vedle Kaple svatého Jana Nepomuckého a Pomníku obětem bitvy u Guntramovic, na úpatí Červené hory, v katastru obce Guntramovice (obec Budišov nad Budišovkou, okres Opava, Moravskoslezský kraj).

## Další informace
K místu vede turistická značka.
Nedaleko, přibližně jiho-jihovýchodním směrem se nachází Zlatá lípa (památný strom opředený pověstmi).
Nedaleko, jiho-jihozápadním směrem se nachází skalní sopečný útvar Lávový suk Červená hora.
Nedaleko, jihovýchodním směrem se nachází Červená hora, což je nejvyšší hora okresu Opava.

## Galerie

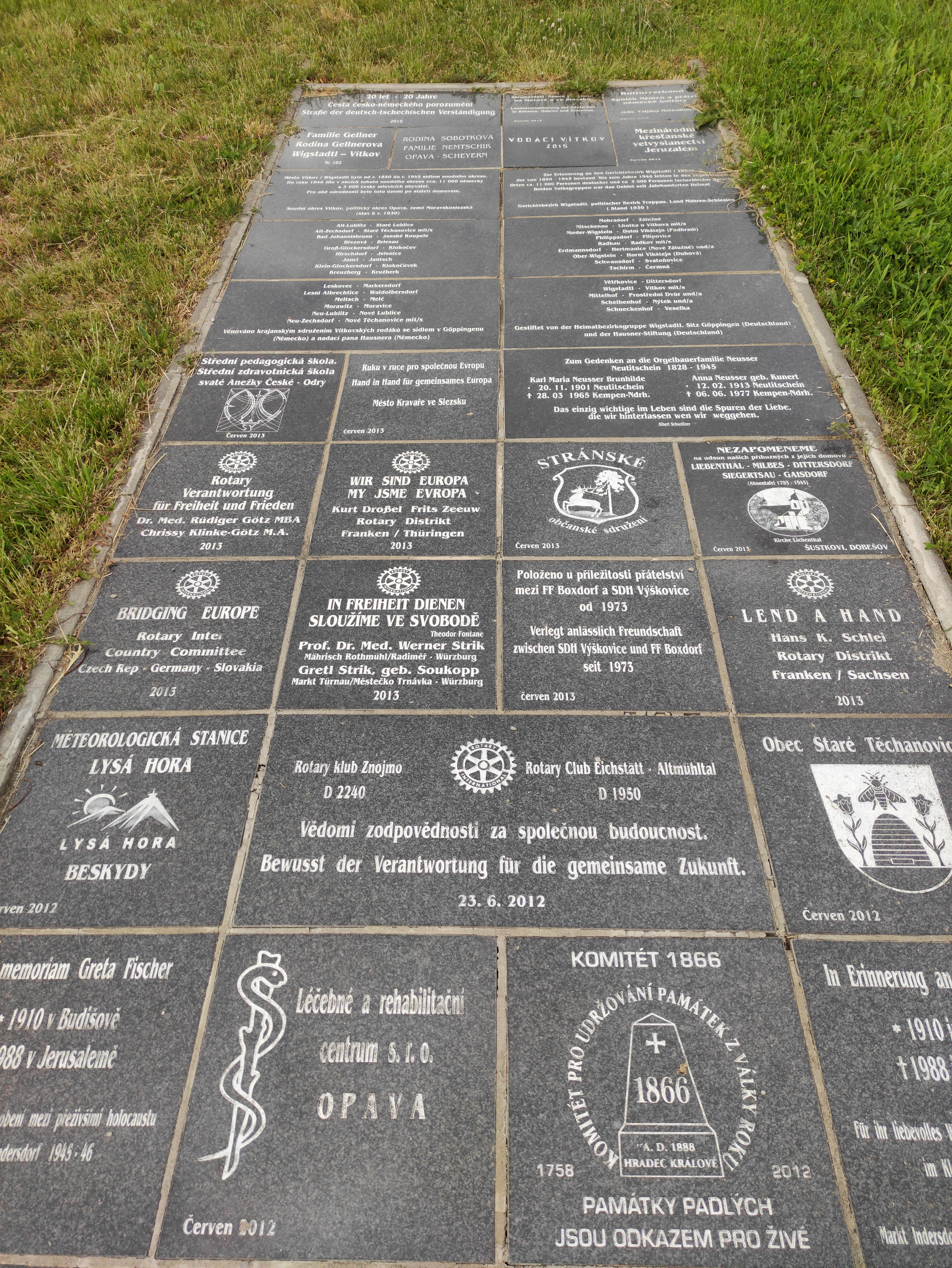
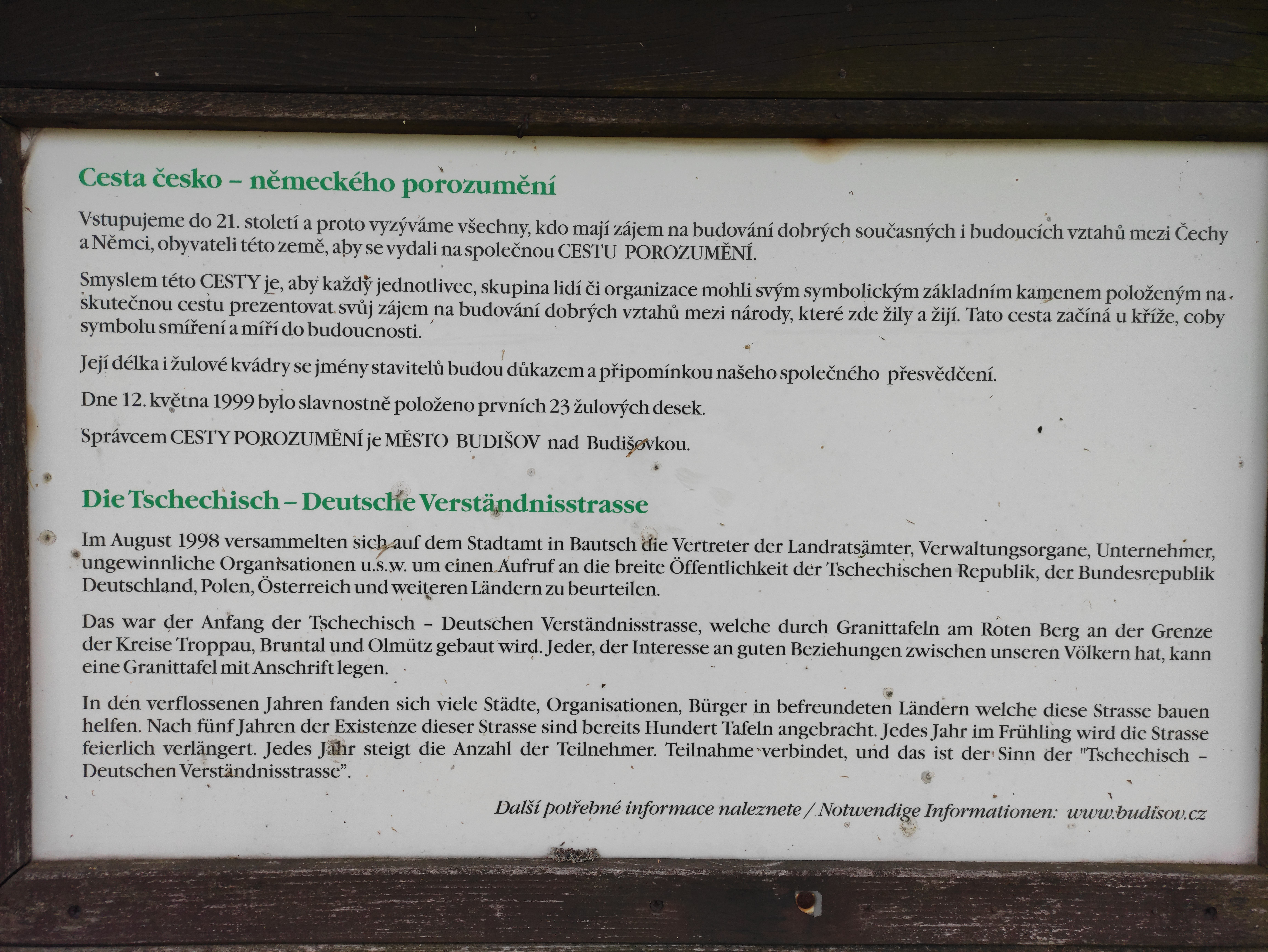
Informační tabule na místě